# Heliocypha fenestrata
Heliocypha fenestrata är en trollsländeart. Heliocypha fenestrata ingår i släktet Heliocypha och familjen Chlorocyphidae.

## Underarter
Arten delas in i följande underarter:
- H. f. cornelii
- H. f. fenestrata